# 2443 Tomeileen
2443 Tomeileen (A906 BJ) là một tiểu hành tinh vành đai chính được phát hiện ngày 24 tháng 1 năm 1906 bởi M. Wolf ở Heidelberg.